# Gaal József (író)
Dálnoki Gaal József vagy Gaál József (Nagykároly, 1811. december 12. – Pest, 1866. február 26.) költő, író, drámaíró, a Magyar Tudós Társaság levelező (1837) tagja.

## Élete

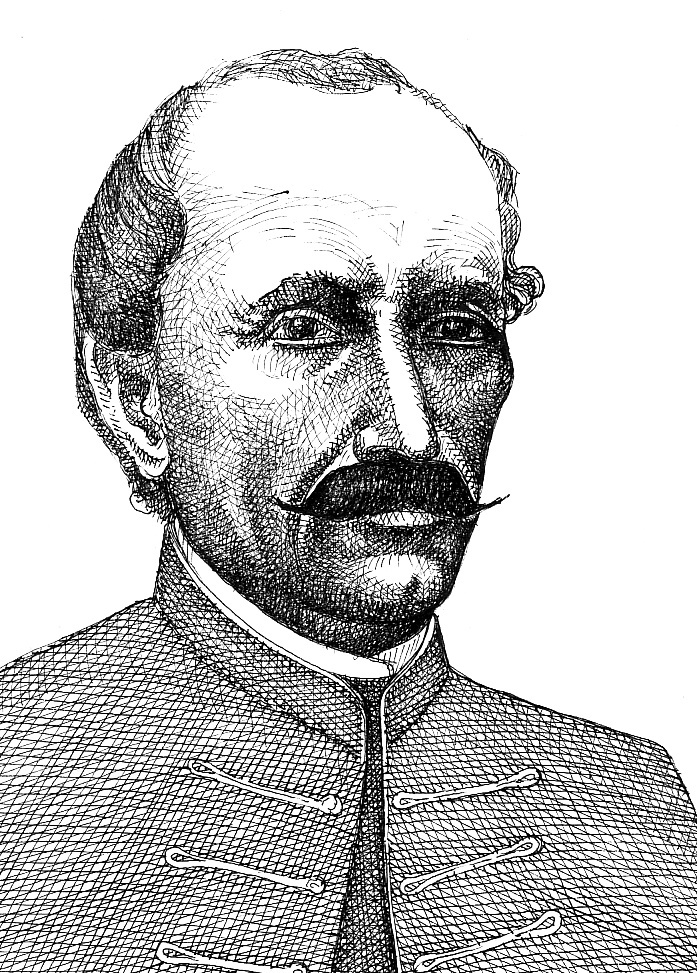
Muhi Sándor grafikája

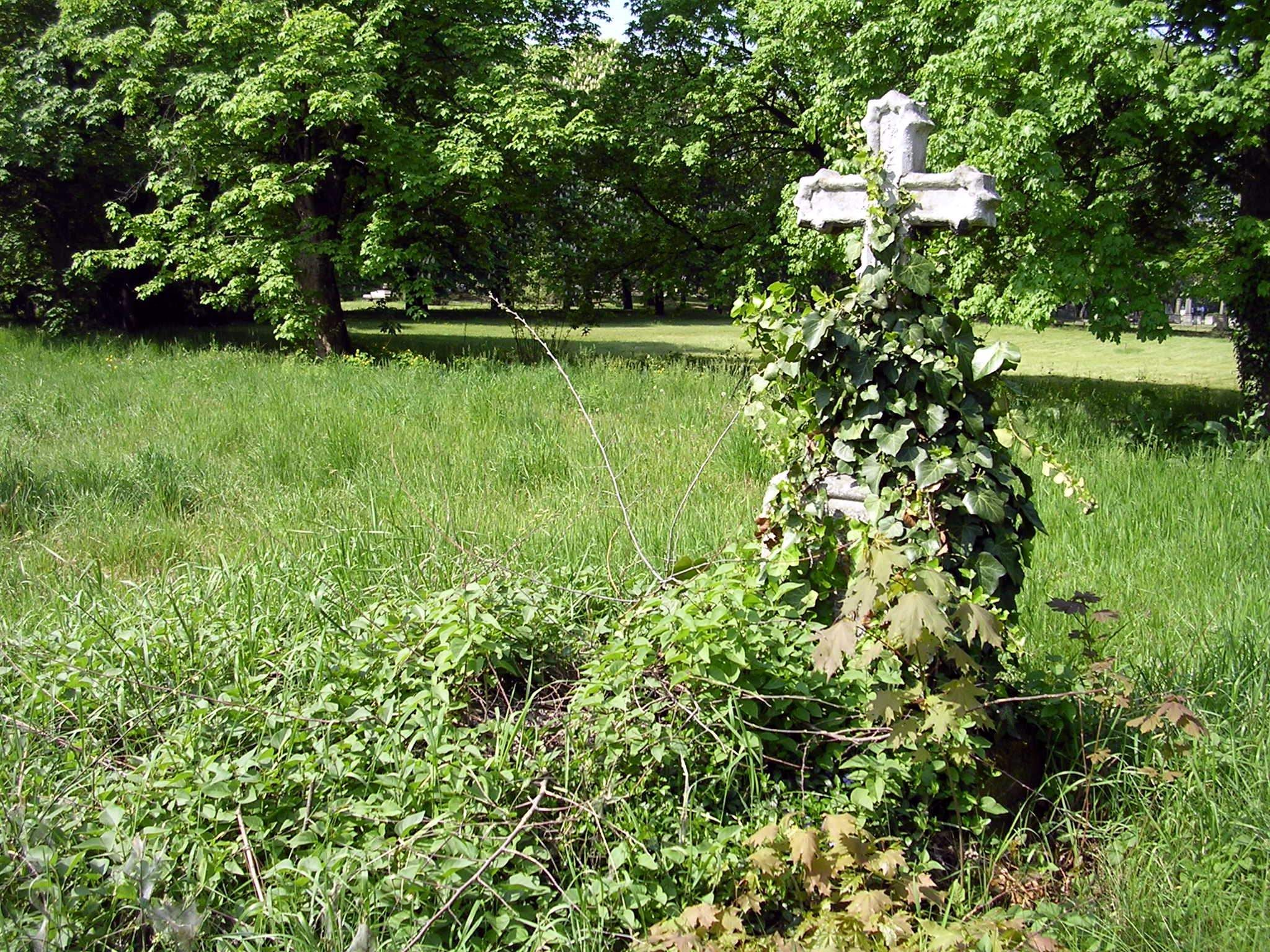
Sírja a Fiumei úti sírkertben, 2006-ban (9-4-69)

1811. december 12-én született a Szatmár megyei Nagykárolyban, Gaál József, a Károlyi grófok gazdatisztjének és Marsovszky Jozefának fiaként. Édesanyját korán, hétéves korában elvesztette, édesapja hamarosan újranősült. Középiskoláit Szatmáron végezte. A családi otthont 18 éves korában elhagyni kényszerült. Új életének támogatás és segítség nélkül vágott neki. Budára ment, itt fejezte be középiskolai tanulmányait, majd Pesten bölcsészetet tanult. 
Egyetemi tanulmányait és megélhetését másolással és házitanítóskodással fedezte. Az egyetemen szoros barátságot köt Szalay Lászlóval és Eötvös Józseffel, kiknek élete példát, irányt mutatott számára ahhoz, hogy megtalálja önmagát.
Tanulmányai befejeztével a budai helytartóságnál kapott tisztviselői állást. 1848-ban Szatmár vármegye főjegyzőjének választotta. 1849-ben, a szabadságharc idején Damjanich János honvédtábornok titkára lett, ezért a világosi fegyverletétel után hivatalnoki állását fel kellett adnia. A Csekonics család zsombolyai birtokára került nevelőnek. A családnál maradt akkor is, amikor tanítványai felnőttek, velük költözött Pestre is. Pesten érte a halál 1866. február 26-án.

## Munkássága
Elég korán kezdett verseket írni. Első versei az 1830-as évek elejétől jelentek meg, de regényeket, színdarabokat is írt. Novelláiban gyakran szerepelteti a szegénylegényeket, haramiákat, akikről a 19. század embere szívesen olvasott. Általa lettek ismertek Csillag Bandi, Zöld Marci csínytevései.
Írói kortársai között hamar kedvelté vált és mint népies hangvételű társasági elbeszélő országos hírre tett szert. A nemes udvarházak összejövetelein éppúgy rajongtak érte, mint a pest-budai vendéglők asztaltársaságai.
1836-ban benyújtotta az Akadémia pályázatára Szirmay Ilona című kétkötetes művét. 1837. szeptember 7-én az Akadémia levelező tagjának választotta. 1838. október 8-án az akkoriban elkészült Pesti Magyar Színházban (a későbbi Nemzeti Színházban mutatták be A peleskei nótárius című háromfelvonásos bohózatát, mellyel nagy sikert aratott. E művével érte el írói működése csúcspontját, a Nemzeti Színház legkedveltebb darabjai közé tartozott, melyet többször is felújítottak. A Nemzeti Színház 100 éves évfordulójára Galamb Sándor drámaíró, rendező átdolgozásában került színpadra, nagy sikerrel.

## Művei
- Öröm-dal (Pest, 1829)
- Szirmay Ilona (Pest, 1836): Kétkötetes regényében Kisfaludy Károly nyomán a magyar köznemesség világát vetíti vissza a kuruc kor idejére. E műve a népiesség felé vezető útjának jelentős állomása. Regényében – mint a Peleskei Nótáriusban – valós forrásokra is támaszkodik, felhasználva Szirmay Antal Szatmár-Ugocsa megyéről írt latin-magyar nyelvű feljegyzéseit is. (Újabb kiadás: 1905. Online)
- A király Ludason (Pest, 1837): Az ötfelvonásos történelmi vígjáték az Akadémia dicséretét érdemelte ki.
- Peleskei nótárius (Pest 1838): Háromfelvonásos bohózatának ihletője Gvadányi József verses elbeszélése. Zenéjét a szepesi származású muzsikus Thern Károly (1817-1886) szerezte. A Peleskei nótárius főszereplője Zajtay a kor haladó eszméinek lelkes szószólója.
- Pazar fösvények (Pest, 1840): Háromfelvonásos vígjáték.
- Két Júlia (Pest, 1841): Háromfelvonásos vígjáték.
- Szvatopluk (Pest, 1843): Négyfelvonásos szomorújáték.
- A vén sas (Pest 1844): Négyfelvonásos bohózat.
- Gróf Benyovszky Móricz élete és viszontagságai. Pest, 1857. (Vasárnapi Könyvtár II. 3.)
- Rontó Pál élete és viszontagságai. Pest, 1857. (Vasárnapi Könyvtár II. 8.)
- Peru fölfedezése és elfoglalása. Pest, 1858. (Vasárnapi Könyvtár III. 10.) Mind a három munka már 3. kiadást ért.